# Йозеф Фердинанд Адолф Ахац фон дер Шуленбург
Йозеф Фердинанд Адолф Ахац фон дер Шуленбург (на немски: Joseph Ferdinand von der Schulenburg; * 1 юни 1776, Ангерн; † 5 ноември 1831, Берлин) е граф на Шуленбург до Залцведел в Алтмарк в Саксония-Анхалт, пруски генерал-лейтенант.

## Произход и военна кариера
Той е третият син на граф Александер Фридрих Кристоф фон дер Шуленбург (1720 – 1801), полковник на кавалерията, и Луиза Елеонора фон Бисмарк (1743 – 1803), дъщеря на Левин Фридрих фон Бисмарк (1703 – 1774) и София Амалия фон дер Шуленбург (1717 – 1782), дъщеря на Ахац фон дер Шуленбург (1669 – 1731) и София Магдалена фон Мюнххаузен (1688 – 1763). Брат е на Фридрих фон дер Шуленбург (1769 – 1821), пруски президент, и Александер Хайнрих Хартвиг фон дер Шуленбург (1770 – 1844).
Йозеф фон дер Шуленбург влиза през 1791 г. в пруската армия. От 1792 г. участва във войните против Франция, участва и в битката при Ватерло (1815) и други битки и е награден с ордени. Получава Железен кръст за битката при Ватерло.

## Фамилия
Йозеф Фердинанд Адолф Ахац фон дер Шуленбург се жени на 3 ноември 1809 г. в Уекерхоф за Хенриета Ернестина Луиза фон Шьонинг (* 24 декември 1795, Уекерхоф; † 9 декември 1867, Берлин). Те имат един син:
- Адалберт Фридрих Александер Карл Вилхелм Август фон дер Шуленбург (* 5 юни 1817, Берлин; † 27 юни 1874, Филене), пруски офицер, женен на 10 юли 1855 г. за фрайин Луиза фон Зобек (* 24 август 1836, Нойбранденбург; † 6 септембри 1913, Филене); родители на:
  - Хенриета фон дер Шуленбург (1856 – 1937), омъжена на 9 март 1876 г. във Филене за граф Георг Лудвиг Вернер фон дер Шуленбург (1836 – 1893), син на граф Левин Фридрих V фон дер Шуленбург (1801 – 1842)
  - Анна Каролина Йохана Луиза фон дер Шуленбург (1858 – 1911), омъжена за граф Георг Карл Албрехт фон Арним (1841 – 1903)